# 普斯科夫克罗姆
57°49′17″N 28°19′46″E / 57.82139°N 28.32944°E

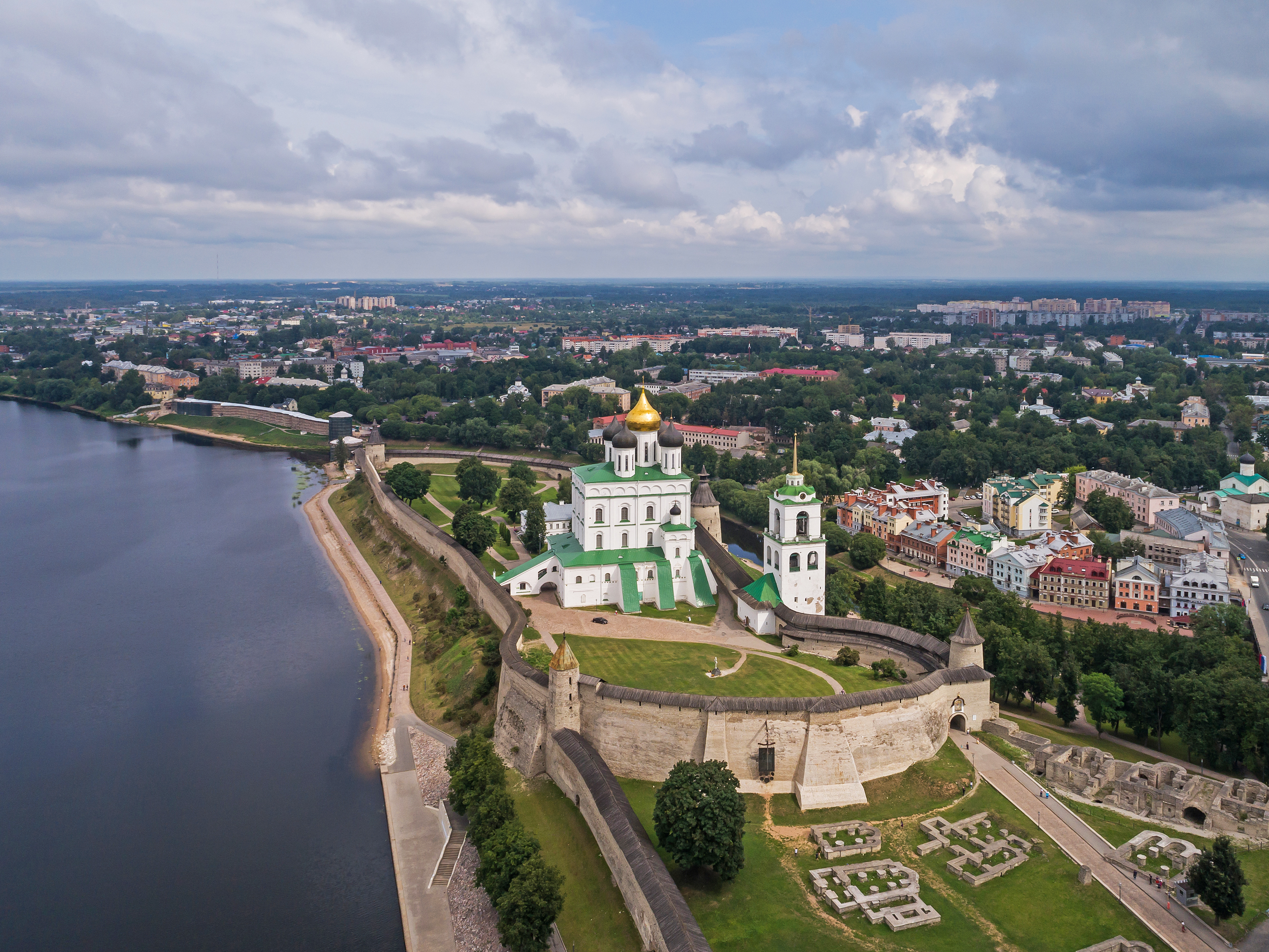
从韦利卡亚河看向普斯科夫克林姆林宫。

普斯科夫克里姆林宫或称普斯科夫克罗姆（俄语：Псковский Кром）是一座位于俄罗斯普斯科夫的古老城堡。其位于韋利卡亞河和普斯科夫河的交界处，普斯科夫的中心地带。位于普斯科夫克的这座城堡起源于中世纪，周围的城墙从十五世纪晚期开始建造。
2010年，普斯科夫克里姆林宫内建于15世纪或16世纪的Vlasyevskaya和13或14世纪的Rybnitskaya的两座塔楼在火灾中受损。

## 建筑
普斯科夫克里姆林宫是用石块砌造的一处城堡，比位于莫斯科和诺夫哥罗德的克里姆林宫都更加厚实和坚固。普斯科夫克里姆林宫从南侧进入，紧挨入口处的广场被称为“多夫蒙特之域”，是普斯科夫的宗教中心，这里至今仍残留有9个当时教堂的基石。从这里穿过城门，之后便是普斯科夫克里姆林宫中间的庭院，从中间的庭院可以通往北面的部分城墙，位于普斯科夫克里姆林宫中央的是圣三一教堂。